# Quint Ovini
Quint Ovini (en llatí Quintus Ovinius) va ser un senador romà del segle i aC.
Quan August va derrotar a Marc Antoni i Cleòpatra, Ovini, partidari de Marc Antoni, i que tenia al seu càrrec el lanificum (treball en llana) i el textrinum (obrador de teixits) de la reina, va ser condemnat a mort l'any 31 aC i executat.